# HER2
 (décembre 2020).
 (mai 2020).
HER2, ou Human Epidermal Growth Factor Receptor 2 (récepteur du facteur de croissance épidermique humain), est une protéine codée par le proto-oncogène HER2/neu, situé sur le bras long du chromosome 17 (locus 17q12).   
Il s'agit d'un récepteur à activité tyrosine-kinase membranaire qui est surexprimé dans 20 % des cancers du sein. Son activation génère un signal de prolifération cellulaire et anti-apoptotique et est ainsi un facteur majeur du développement et de la progression des tumeurs dans lesquelles il est amplifié. HER2 est une cible pour plusieurs traitements anticancéreux inhibiteurs de tyrosine-kinase. Le Trastuzumab est un anticorps monoclonal ciblant la protéine et inhibant son activité.
Le gène HER2 est un homologue du gène neu, isolé à partir de cellules de glioblastome induit chez le rat, et de l’oncogène v-erbB du virus de l’érythroblastose,.

## Famille et fonction de la protéine
Elle appartient à la famille HER, qui code quatre récepteurs transmembranaires appelés HER1, HER2, HER3 et HER4. Toutes ces protéines sont rassemblées dans une sous-famille des récepteurs de facteurs de croissances épidermiques (ErbB), eux-mêmes impliqués dans les mécanismes de signalisation intracellulaire contrôlant la croissance, la survie, l’adhésion, la migration ainsi que la différenciation de la cellule. Le fait que cette protéine soit l’élément déclencheur d’une cascade de réactions biologiques fait d’elle l’origine de la prolifération cellulaire. C’est grâce à sa similitude avec cette famille de récepteurs (ErbB) que le gène HER2 fut découvert.

## Description de la protéine
La protéine HER2 est une glycoprotéine membranaire constituée de 1255 acides aminés et pesant 185 kDa. Elle possède trois domaines: extracellulaire, transmembranaire et intracellulaire. Le domaine de liaison extracellulaire, présent à la surface des cellules cancéreuses mammaires, est un complexe de quatre sous-domaines dont deux sont riches en acides aminés cystéine. La protéine HER2 ne présente qu’un seul segment transmembranaire lipophile lui permettant de s'ancrer à la membrane des cellules. Enfin, elle possède un domaine intracellulaire avec une activité tyrosine-kinase. Chacun des récepteurs HER existe sous forme de monomère en équilibre avec des dimères tous deux stabilisés par un ligand. Il a une grande ressemblance avec les récepteurs ErbB, aucun ligand ayant une forte affinité pour HER2 n’a pour le moment été découvert. L’activité basale, tyrosine kinase, du domaine intracellulaire ne semble pas être atteinte par l’absence de ligand connu. Cela peut être dû au fait qu’il est le partenaire de choix dans les hétérodimères. De plus, la protéine HER2 peut être transactivée par un ligand reconnu par l’autre sous-unité. Plusieurs expériences ont conclu que la dimérisation de ce récepteur est essentielle à son activation. Cette liaison entre les deux monomères entraîne une émission très forte de signaux dans la cellule.

## Implication dans le cancer du sein
Dans le cancer du sein, le gène codant la protéine HER2 est amplifié chez 20 à 30% des patientes. Cette amplification de la transcription est due à certaines mutations. Outre l'amplification du gène codant HER2, il existe des mutations ponctuelles (valine remplacée par glutamine) dans la région transmembranaire du récepteur. Il est aussi possible d’observer dans les cas de mutations une délétion qui cause la perte du domaine extracellulaire d’interaction avec le ligand. Ces deux mutations ont toutes deux comme impact de causer une dimérisation même en absence de ligand et ainsi de provoquer une activation constitutive de l’activité kinésique de l’oncoprotéine résultante. Ces changements de propriétés aboutissent à une surexpression de l’ARN messager menant à une augmentation du nombre de récepteurs à la surface de la cellule. La surexpression de HER2 résultant de cette mutation s’accompagne alors d’une prolifération des cellules cancéreuses. On dit qu’une cellule normale produit environ 20 000 protéines HER2 tandis qu’une cellule cancéreuse pourra en produire jusqu’à 1,5 million. Ces tumeurs sont alors dites «HER2+». Au plan cellulaire, ce dérèglement de HER2 induit une augmentation de la croissance cellulaire et du potentiel métastatique. Cet état de surexpression d’HER2 est de mauvais pronostic pour la patiente. Ces tumeurs grandissent plus rapidement, sont plus agressives et beaucoup moins sensibles à la chimiothérapie ou à l’hormonothérapie. Le cancer HER2+ tend à être plus agressif que tous les autres types de cancer du sein.
À noter que la signification pronostique du statut HER2+ est ambiguë, dans le sens où si le marqueur est en soi de mauvais pronostic, l'existence de traitements par anticorps monoclonaux spécifiques ciblant la protéine HER2 (par exemple trastuzumab, pertuzumab) améliore grandement la survie tout en ayant une toxicité moindre qu'une chimiothérapie classique.

## Méthodes de détermination du statut de HER-2
Il est possible de détecter l’état de surexpression ou d’amplification de HER-2 en laboratoire par plusieurs méthodes.

### Immunohistochimie
L’immunohistochimie (IHC) consiste à colorer la protéine surexprimée à la surface des cellules afin d’étudier le niveau d’expression du récepteur HER2. Cette méthode conserve une information morphologique. Toutefois elle est subjective et manque de standardisation. En sachant que HER-2 est exprimé physiologiquement par la grande majorité des cellules de l'organisme, le marquage seul des cellules avec une surexpression est délicat. C'est la raison pour laquelle le lecteur doit toujours vérifier la négativité du marquage sur les cellules normales à distance de la tumeur. Les différents tests reposant sur ce principe ont des degrés de précision différents.

### FISH
La seconde technique est une méthode d’hybridation « in situ » par fluorescence (FISH) qui détecte une amplification génétique. Cette méthode est plus reproductible que la dernière, en revanche elle présente une complexité technique et peu d’information morphologique.

### ELISA
Il est aussi possible de doser la fraction extracellulaire contenue dans le sérum ou les tissus par méthode ELISA. La méthode ELISA, se pratiquant sur sérum, est donc peu invasive, facile à obtenir, permet des analyses longitudinales, est standardisée et reproductible. C’est avec l’utilisation d'anticorps monoclonaux reconnaissant des épitopes spécifiques de HER2/neu ECD (domaine extracellulaire) qu’on peut réaliser cette technique. La méthode ELISA est approuvée par la FDA pour les cancers du sein métastatiques.

### PCR
Enfin, la quantification par PCR de l’ADN ou des ARNm de HER2 pourrait devenir une méthode de substitution au FISH. Les techniques de PCR en temps réel permettent d’accéder à l’amplification du gène de façon automatisable, reproductible et rapide.

## Traitements

### Trastuzumab

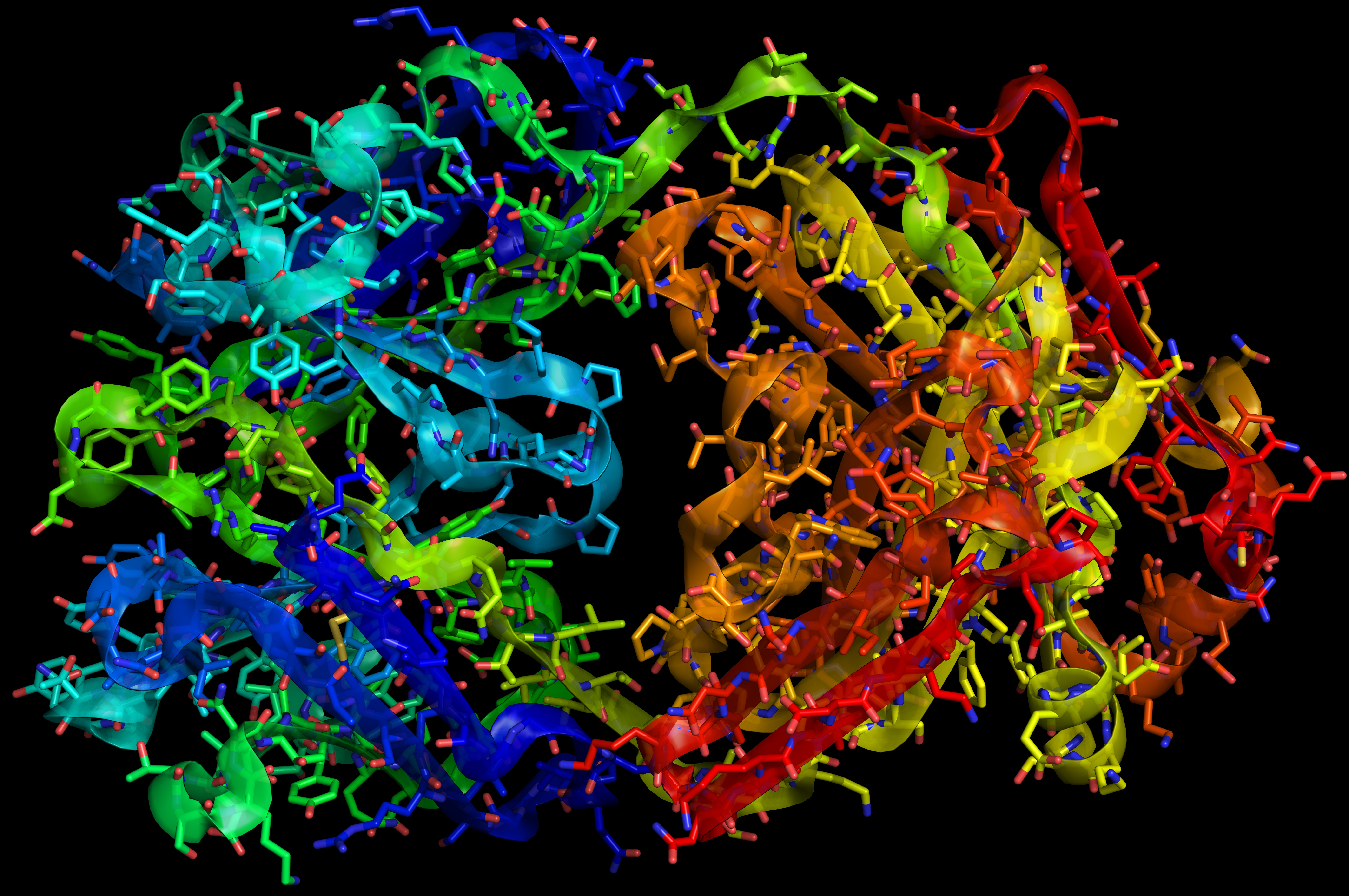
Région fab du trastuzumab

Le trastuzumab est anticorps humanisé d'origine murine de la classe des immunoglobulines G1 (IgG1). Il est commercialisé sous le nom d’Herceptine. C'est un des premiers traitement par anticorps monoclonaux utilisés en routine en cancérologie. Ce traitement inhibe la croissance des tumeurs malignes en ralentissant la prolifération des cellules cancéreuses surexprimant la protéine HER2.
Le mécanisme d'action du trastuzumab est connu: cet anticorps se lie à la région extracellulaire de la protéine HER2, ancrée à la membrane. Cette liaison entraîne l'internalisation des récepteurs de HER2, ce qui les rend inactifs, bloque leur dimérisation (aucune activité kinase n’est donc possible) et stimule la formation de tétramères de la protéine Her2, une conformation non propice à l’activité kinasique. Chacun de ces trois mécanismes empêche l'activation des récepteurs de HER2 et, donc, la prolifération cellulaire.
Des essais thérapeutiques sont en cours pour l'utilisation du trastuzumab dans le cancer de la vessie et de l'ovaire. Toutefois, c'est dans le cancer du sein que le trastuzumab a une application en clinique quotidienne. Ce traitement ne concerne qu’environ 25 à 30 % des patientes atteintes de cancer du sein : celles présentant une mutation du gène Her2 responsable d'une surexpression du récepteur à la surface de la cellule cancéreuse. En situation métastatique, l'ajout du trastuzumab avec un cytotoxique classique, en particulier le docétaxel (Taxotère) et la vinorelbine (Navelbine), augmentent de façon conséquente l'efficacité du traitement sans effet secondaire notable. De plus, il est efficace chez les femmes ayant un cancer du sein en phase précoce afin de prévenir une récidive du cancer.
Il est très important que ce traitement ne soit utilisé que chez les patientes «HER2+», car chez les autres, l’anticorps est totalement inactif, voire toxique sur les cellules non cancéreuses. Au début, les adriamycines, des anthracyclines, étaient utilisées en combinaison avec l’herceptine dans les traitements de chimiothérapies. Cependant, ce traitement était rejeté par des études démontrant la fréquence des troubles cardiaques chez ces patientes.

### Autres médicaments
Le lapatinib est un inhibiteur de la tyrosine kinase se fixant sur EGFR/HER1 et ERBB2/HER2. Il est utilisé en association au trastuzumab chez les patientes HER2+ n'ayant pas d'évolution satisfaisante avec le trastuzumab seul. Dans la même famille, l'afatinib et le nératinib semblent prometteurs.
Le pertuzumab est un anticorps monoclonal se fixant sur un épitope différent de HER2 par rapport au trastuzumab. Il pourrait être intéressant, en association avec le trastuzumab dans les cancers HER2+ résistants à ce dernier.

## Identité de la protéine sur plusieurs banques de données
| Banques de données |                  |
| ------------------ | ---------------- |
| EntrezGene         | 2064*            |
| Ensembl            | ENSG00000141736* |
| Refseq             | NP_001005862*    |
| Uniprot            | P04626*          |